# وكالة الاتحاد الأوروبي للتدريب على تطبيق القانون
وكالة الاتحاد الأوروبي للتدريب على تطبيق القانون (بالإنجليزية: European Union Agency for Law Enforcement Training)‏ والمعروفة أيضاً باسم سيبول (بالإنجليزية: CEPOL)‏ هي وكالة تابعة للاتحاد الأوروبي مكرسة لتدريب مسؤولي تطبيق القانون. تأسست في عام 2000 واعتمدت ولايتها القانونية الحالية في 1 يوليو 2016. يقع مقرها في بودابست عاصمة المجر.

## تاريخ
تم إنشاء سيبول بقرار من المجلس في عام 2000، وتم تعديل القرار لاحقاً في عام 2005. كان مقر الوكالة في الأصل في بيت برامشيل في برامشيل ضمن مقاطعة هامبشاير بإنجلترا، ولكن تم نقل المقر إلى بودابست عاصمة المجر في عام 2014 بقرار من المجلس الأوروبي.

## منظمة
يساهم سيبول في جعل اتحاد أوروبي أكثر أمانًا من خلال تسهيل التعاون وتبادل المعرفة بين مسؤولي تطبيق القانون في الدول الأعضاء في الاتحاد الأوروبي وإلى حد ما من دول أخرى، وذلك بشأن القضايا الناشئة عن أولويات الاتحاد الأوروبي في مجال الأمن، وعلى وجه الخصوص من دورة سياسة الاتحاد الأوروبي بشأن الجريمة المنظمة والخطيرة. تجمع سيبول شبكة من معاهد التدريب لمسؤولي تطبيق القانون في الدول الأعضاء في الاتحاد الأوروبي وتدعمهم في توفير تدريب مباشر على الأولويات الأمنية والتعاون في مجال تطبيق القانون وتبادل المعلومات. تعمل سيبول أيضًا مع هيئات الاتحاد الأوروبي والمنظمات الدولية ودول أخرى لضمان معالجة التهديدات الأمنية الأكثر خطورة من خلال استجابة جماعية. يرأس سيبول مدير تنفيذي يكون مسؤولاً أمام مجلس الإدارة والذي يتكون من ممثلين عن الدول الأعضاء في الاتحاد الأوروبي ومفوضية الاتحاد الأوروبي. يجتمع مجلس الإدارة مرتين على الأقل في السنة. بالإضافة إلى ذلك، خصصت سيبول وحدات وطنية في كل دولة عضو لتوفير المعلومات والمساعدة لمسؤولي تطبيق القانون الذين يرغبون في المشاركة في أنشطتها. كما تدعم الوحدات الوطنية عمليات سيبول. تم بناء برنامج العمل السنوي للوكالة بمدخلات من هذه الشبكة وأصحاب المصلحة الآخرين، مما أدى إلى أنشطة موضوعية ومركزة مصممة لتلبية احتياجات الدول الأعضاء في المجالات ذات الأولوية الاستراتيجية للأمن الداخلي للاتحاد الأوروبي. علاوة على ذلك ، يقوم سيبول بتقييم احتياجات التدريب لمعالجة الأولويات الأمنية للاتحاد الأوروبي. تشمل محفظة سيبول الحالية الأنشطة السكنية والتعلم عبر الإنترنت وبرامج التبادل والمناهج المشتركة والبحوث والعلوم.